# Kostel svatého Petra a Pavla (Kružberk)
Kostel svatého Petra a Pavla v Kružberku patří mezi nejstarší dochované kostely ve Slezsku.
Jednolodní stavba téměř čtvercového půdorysu s odsazeným kněžištěm přiléhajícím k východní straně lodi byla postavena v první polovině 14. století na jižním okraji Kružberka poblíž řeky Moravice na jejím levém břehu. Později (neznámo kdy) byla na jižní straně přistavěna sakristie. Z hřebene střechy kostelní lodi vyrůstá nevelká polygonální vížka se zvonem z roku 1766. Při rekonstrukci koncem 18. století bylo kněžiště zaklenuto pruskou klenbou (ostatní prostory kostela jsou plochostropé) a prolomena nynější okna. Zdejší varhany patří údajně k nejstarším ve Slezsku.[zdroj?] Od roku 1964 je kostel zapsán na seznamu státem chráněných kulturních památek.
Kružberská farnost je od roku 2010 spravována excurrendo z Dolních Životic (dříve z Melče a krátce také z Budišova nad Budišovkou).